# Hospital da Senhora da Oliveira
O Hospital da Senhora da Oliveira é um hospital público do Serviço Nacional de Saúde situado na cidade de Guimarães, em Portugal. Faz parte da Unidade Local de Saúde do Alto Ave. É o hospital de referência para meio milhão de utentes, numa área de influência que abrange os municípios de Guimarães, Fafe, Cabeceiras de Basto, Vizela, Mondim de Basto e Celorico de Basto. O projeto de arquitetura do atual edifício é da autoria de Celestino de Castro e foi inaugurado em 1991.